# 1373
El 1373 (o MCCCLXXIII) va ser un any comú del calendari julià.

## Esdeveniments
- Pau entre Castella i Portugal pel Tractat de Santarem[1]
- 3 de març: Terratrèmol d'intensitat entre 8 i 9 al comtat de Ribagorça que causà danys a diferents punts de Catalunya i França.[2]

## Necrològiques
- Roma: Brígida de Suècia, religiosa i mística sueca, copatrona d'Europa (n. 1303).[3]